# یاقوتی برزیلی
یاقوتی برزیلی (نام علمی: Clytolaema rubricauda) یک گونه از مگس‌مرغان است که در لبهٔ جنگل، جنگل رشد دوم، باغ‌ها و پارک‌ها در شرق برزیل یافت می‌شود. این تنها گونه‌ای است که در سردهٔ Clytolaema قرار دارد. این گونه رایج است و در میان گونه‌هایی که به‌طور منظم در دان‌خوری مگس‌مرغ‌ها در محدوده آن هستند، دیده می‌شود. این مگس‌مرغ نسبتاً بزرگ است. نر به‌طور کلی به رنگ سبز با پشت مسی و دمگاه سیاه، دم مسی-حنایی و همان‌طور که در نام عمومی پیشنهاد شده‌است، گلو یاقوتی رنگین‌کمانی است که از برخی زاویه‌ها می‌تواند سیاه به نظر برسد. ماده‌ها در روتنه سبز و در زیرتنه دارچینی هستند. هر دو جنس دارای یک خال سفید پشت چشم و یک نوک سیاه راست هستند.